# Agnibesa pictaria
Agnibesa pictaria är en fjärilsart som beskrevs av Moore 1867. Agnibesa pictaria ingår i släktet Agnibesa och familjen mätare. Inga underarter finns listade i Catalogue of Life.